# Nacogdoche
Nacogdoche (Nacadocheeto, Nacodissy, Nacodochito, Nagodoche, Nasahossoz, Naugdoche, Nocodosh), pleme američkih Indijanaca jezične porodice caddoan, naseljeno u 16. i 17. stoljeću u istočnom Teksasu, u blizini današnjeg Nacogdochesa. Godine 1716. u njihovom glavnom selu (možda Nevantin) utemeljena je misija Nuestra Señora de Guadalupe de los Nacogdoches koja se održala do 1773. Bolesti i ratovi uveliko smanjili su njihovi populaciju. Dio se vjerojatno asimilirao u španjolsku populaciju u Nacogdochesu koje je osnovano 1779. Drugi dio etnički identitet izgubio je s Hasinai plemenima Hainai i Anadarko, koji su nakon teksašje revolucije krenuli prema rijeci Brazos, a nakon toga na Indijanski teritorij, sadašnja Oklahoma. Njihovih potomaka moglo bi biti među preživjelim Hasinaima koji danas žive u okrugu Caddo u Oklahomi.

## Vanjske poveznice
- Nacogdoche Indian Tribe History